# 高岡美樹
髙岡 美樹（たかおか みき、1962年9月4日 - ）は、日本のラジオDJ。MC企画所属。大阪府出身。血液型はA型。

## 出演番組

### 現在
ラジオ
OBC
- Hit&Hit!（月曜パーソナリティ）

### 過去
テレビ
ABC
- パネルクイズ アタック25
  - 2020年10月25日放送分の「激戦!個性派タレント大会」に、挑戦者の1人として出演（結果は3位）[1]。

ラジオ
OBC
- 髙岡美樹のふるさと宅配便
- 朝かつ!
- サタデーらじお髙岡美樹です!
- 街角ステーション 僕らのラジオ
- むっちゃ健康
- バンザイ歌謡曲それッ!
- 美樹と由瓶のカンカン歌謡曲
- ちゃらんぽらんの元気もってこい!
- 歌の心ここにあり
- 歌謡曲これイチバン!
- 雅人・健児のサンデーBOX
- 髙岡美樹のべっぴんラジオ
- 原田年晴・髙岡美樹のHit&Hit!→髙岡美樹のHit&Hit!
- Hit&Hit!Friday!!（単独でパーソナリティを担当）

ABC
- 素敵!劇的!快適生活!!

MBS
- 桂小枝のせやから大阪キライやねん
- ありがとう浜村淳です
- 小室豊允の日曜対談

FM GENKI
- ようこそ まちの元気人